# 3-я Померанская пехотная дивизия (Польша)
3-я Померанская пехотная дивизия имени Ромуальда Траугутта (пол. 3 Pomorska Dywizja Piechoty im. Romualda Traugutta) — пехотное воинское подразделение Войска Польского, участвовавшее в Великой Отечественной войне.

## Формирование
Образована в 1944 году в Сельцах (Рязанская область) на основе распоряжения № 95 1-го польского корпуса от 27 декабря 1943.
26 марта в селе Лебово солдаты дивизии принесли воинскую присягу.
В состав созданной 3-й дивизии вошли:
- Штаб командования
- 7-й Колобжеский пехотный полк
- 8-й Быгдощский пехотный полк
- 9-й Заодрский пехотный полк
- 3-й полк лёгкой артиллерии (с мая 1945 — 5-й полк лёгкой артиллерии)
- 3-й отдельный противотанковый дивизион
- Взвод командующих артиллерией
- 3-й отдельный учебный пехотный батальон
- 4-й отдельный сапёрный батальон
- 3-я отдельная разведывательная рота
- 3-я отдельная рота связистов
- 3-й отдельный санитарный батальон
- 3-й ветеринарный госпиталь
- 3-я отдельная рота химической защиты
- 3-я отдельная самоходная транспортная рота
- 3-я полевая швейная мастерская
- 3-я полевая пекарня
- 1942-я полевая касса Государственного Банка Польши
- Отдел информации
- 2930-я полевая почтовая станция

## Боевой путь
В январе 1944 года 3-я дивизия базировалась в Смоленской области, где 16 марта 1944 вошла в состав 1-й польской армии.
Участвовала в освобождении территории Польши.
Боевое крещение приняла в августе 1944 года на Магнушевском плацдарме в августе 1944 года.

«Не менее отважно сражались за Магнушевский плацдарм на его правом фланге воины 3-й пехотной дивизии Войска Польского. Командовал дивизией полковник Станислав Галицкий. С ним мне довелось несколько раз встречаться на плацдарме. Храбрый и вдумчивый командир. На их долю выпала тяжелая задача. Они обороняли участок Залесский, Загшев, который почему то особенно облюбовала фашистская авиация. «Юнкерсы» без конца пикировали на боевые порядки полков. Только за одно утро здесь было зафиксировано более 400 самолетовылетов. После массированного удара авиации в наступление пошли немецкие танки и пехота. В этом бою погибли многие польские товарищи. Но дивизия не дрогнула и отбила все атаки».
— Маршал Советского Союза В.И. Чуйков.  Конец третьего рейха.  -  М.: Издательство « Советская Россия», 1973 – С.70.
В сентябре 1944 во время боёв за Варшаву боролась на Солецком плацдарме: из 873 солдат, перебравшихся на левый берег Вислы, погибло 485.
В январе 1945 года участвовала в боях близ Варшавы и Быгдоща, взяла Поморский Вал в районе Ястрова и участвовала во взятии Кольберга (Колобжега).
После восстановления пограничных столбов на Одере дивизия закончила свой боевой путь под Бранденбургом, дойдя 4 мая до Нойвердера.
Приказом № 078 Верховного командования Красной Армии от 4 мая 1945 получила почётное звание Померанской. Указом № 130 Верховного командования Войска Польского от 21 мая 1945 награждена Орденом Креста Грюнвальда II степени. На Родину вернулась в конце мая 1945 года.

## После войны
В июне 1945 года дивизия вошла в состав Люблинского военного округа. Часть дивизии вели некоторое время борьбу с антикоммунистическим подпольем (в том числе с боевиками УПА). В связи с реорганизацией Войска Польского 27 февраля 1946 указом № 046 до 31 марта 1946 командование дивизии начало проверку о состояниях 5197 военных и 35 рабочих-«контрактников». Часть воинских подразделений была расформирована. С 26 февраля по 14 июня 1946 дивизия была вовлечена в операцию «Висла». В середине июня 1946 года командование и штаб перебрались в Замостье.
Приказом № 0028 от 22 ноября 1945 дивизия была переформирована по типу B (5015 военных и 51 «контрактник»). Сокращение пехотных полков свелось до 1249 солдат на один полк. Корректировка воинских формирований завершена указом № 052 от 17 февраля 1947: в дивизии осталось 4 с половиной тысячи солдат. С целью внедрения единой оргструктуры Командующий сухопутных войск 30 октября 1948 провёл очередную реструктуризацию 3-й дивизии по приказам №№ 2/76, 2/77, 2/78, 2/79, 2/80 и 2/81 (3697 военных и 25 «контрактников»). Указом № 0046 от 30 марта 1949 в 3-ю дивизию был переведён 9-й Грубешовский пехотный полк из 14-й пехотной дивизии (туда был переведён, в свою очередь, 45-й пехотный полк). Распоряжением № 0200 от 14 сентября 1949 дивизию снова переформировали по новым приказам №№ 2/94-2/99 (4050 солдат и 28 «контрактников»). Штаб Дивизии перебрался в Люблин снова в здание на улице Университетской в дом 3.
Распоряжением № 0099 от 2 сентября 1950 дивизию решили преобразовать в Территориальную дивизию пехоты, но в марте 1951 года решение было отменено: 3-я пехотная была преобразована в пехотную типа B «конная малая». Осенью 1952 года в состав был переведён 83-й пехотный полк, который вскоре был расформирован. В середине 1950-х годов дивизия со штабом перебазировалась в Седлец, а затем снова вернулась в Люблин. Приказом №0026 от 4 сентября 1956 был расформирован батальон связи, позднее был расформирован и 9-й армейский корпус, в составе которого была 3-я дивизия. Весной 1957 года дивизия была переформирована в дивизию пехоты типа B.
Приказом № 023 Генерального штаба Войска Польского от 7 марта 1962 3-я Померанская пехотная дивизия имени Ромуальда Траугутта была расформирована. На её основе была создана позднее 9-я механизированная дивизия.

## Командование
- Бригадный генерал Станислав Галицкий (1 января — 1 ноября 1944)
- Бригадный генерал Станислав Зайковский (1 ноября 1944 — октябрь 1945)
- Полковник Владислав Миколайчак (октябрь 1945 — январь 1946)
- Бригадный генерал Мечислав Меленас (январь 1946 — январь 1948)
- Полковник Леон Сикорский (январь — июль 1948)
- Подполковник/полковник Вильгельм Станислав Зитта (июль — октябрь 1948)
- Полковник Нарчиц Рудзиньский (ноябрь 1948 — декабрь 1949)
- Полковник Юзеф Белецкий (январь 1950 — июль 1951)
- Полковник Дымитр Шарувка (июль — сентябрь 1951)
- Полковник Вацлав Звирзаньский (сентябрь 1951 — декабрь 1953)
- Полковник Михал Пазовский (январь 1954 — декабрь 1955)
- Полковник Ян Пируг (декабрь 1955 — ноябрь 1956)
- Полковник Ян Выдерковский (ноябрь 1956 — январь 1958)
- Полковник Флориан Сивицкий (январь 1958 — март 1961)
- Полковник Ян Пируг (март 1961 — март 1962)